# Râul Măguran
Râul Măguran este un curs de apă, afluent al râului Crișul Repede.

## Hărți
- Harta județului Bihor
- Harta Munții Bihor-Vlădeasa  Arhivat în 9 iunie 2008, la Wayback Machine.
- Harta Munții Pădurea Craiului